# Robert Ducret

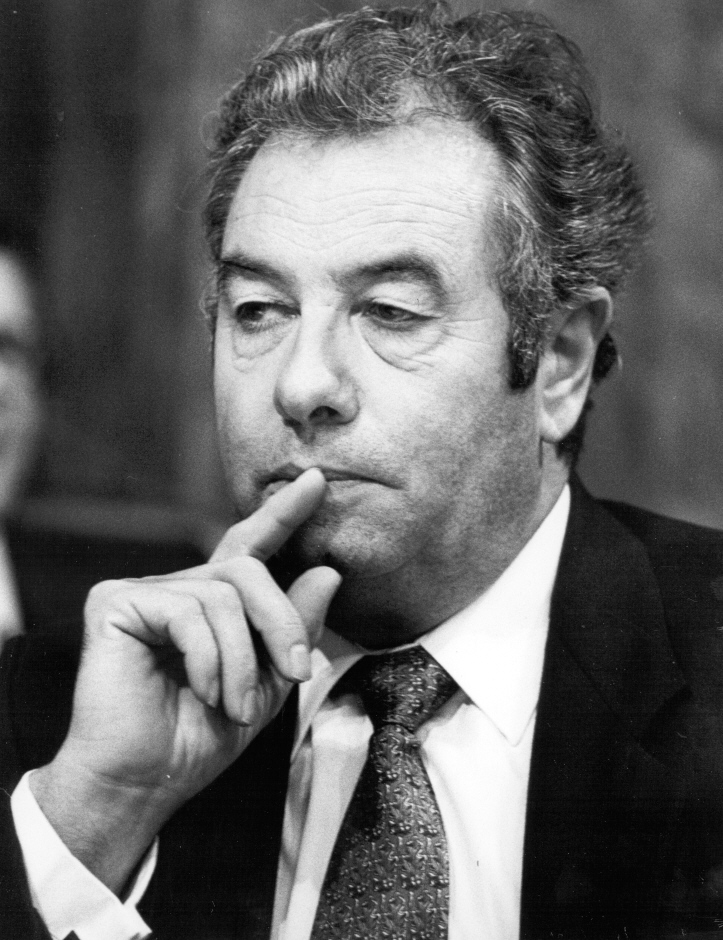
Robert Ducret

Robert Ducret (geboren am 10. Januar 1927 in Genf; gestorben am 28. September 2017 in Genf; heimatberechtigt in Plainpalais [ab 1930 Teil der Stadt Genf]) war ein Schweizer Politiker (FDP). Er war Staatsrat des Kantons Genf und Ständerat.

## Herkunft, Ausbildung und Beruf
Ducret ist der Sohn eines Kohlehändlers aus Genf. Sein Berufsleben begann er mit Kohleschaufeln im Familienbetrieb. Später machte er ein Handelsdiplom. 1958 übernahm er den Familienbetrieb und konzentrierte das Geschäft auf den Erdölhandel. Es gelang ihm, den Umsatz von CHF 400'000 auf 13 Mio. pro Jahr zu steigern. Das Unternehmen namens «Ducret & Cie» wurde während seiner Zeit im Staatsrat von seiner Frau geleitet. Mit ihr hatte Ducret zwei Töchter.

## Politik
Von 1955 bis 1973 war Ducret Mitglied des Gemeindeparlaments von Carouge. 1965 wurde er in den Genfer Grossen Rat gewählt und blieb dessen Mitglied bis zu seiner Wahl in den Staatsrat 1977. Im Staatsrat stand er der Finanzdirektion vor. Als Grosser Rat setzte er sich für den sozialen Wohnungsbau ein. Als Staatsrat sanierte er die Kantonsfinanzen und konnte er die Steuern für verheiratete Frauen und AHV-Rentner senken.
1983 wurde Ducret in den Ständerat gewählt. Er besiegte dabei den Amtsinhaber Willy Donzé (SP). Noch im selben Jahr kandidierte er für die Nachfolge von Bundesrat Georges-André Chevallaz. Bei den Wahlen am 7. Dezember 1983 unterlag er jedoch dem Waadtländer National- und Staatsrat Jean-Pascal Delamuraz. Er blieb bis 1991 im Ständerat und präsidierte auch dessen Finanzkommission. Dabei war er auch an den Vorbereitungen zur Einführung der Mehrwertsteuer beteiligt.
Von 1968 bis 1971 war er Präsident der FDP Genf. Nach dem Ausscheiden aus dem Ständerat hatte er weitere Mandate inne. Er vermittelte beispielsweise in einem Genfer Arbeitskonflikt und war von 1989 bis 2000 Beauftragter des Genfer Staatsrats für die Aufnahme von Asylsuchenden.